# Zillisheim
Zillisheim [t͡silisaɪm] est une commune française de la couronne sud de la région mulhousienne située dans la circonscription administrative du Haut-Rhin et, depuis le 1er janvier 2021, dans le territoire de la Collectivité européenne d'Alsace, en région Grand Est.
Cette commune se trouve dans la région historique et culturelle d'Alsace.
Ses habitants sont appelés les Zillisheimois et les Zillisheimoises. Le nom de la commune en alémanique se dit Zilese(a).

## Géographie
Zillisheim se trouve à environ 7 kilomètres au sud de Mulhouse sur la route départementale 432 menant à Altkirch.Très grossièrement décrit, deux secteurs physiques organisent le ban communal : à l'ouest une partie plane avec la vallée de l'Ill et à l'est les collines du Sundgau. Les habitants sont appelés les Zillisheimois. La commune est située à 255 mètres d'altitude et est voisine des communes de Brunstatt, Hochstatt, Frœningen, Flaxlanden et Illfurth. Le village fait partie de l'arrondissement et du canton de Mulhouse. La commune fait également partie de la cinquième circonscription du Haut-Rhin. L'image générale de la commune est marquée encore par la vie agricole avec champs, forêts et vergers. Pourtant, très peu d'habitants sont encore actifs dans le secteur primaire. La vie économique locale repose principalement sur de petites entreprises avec peu d'emplois. La très grande majorité des Zillisheimois travaille hors de la commune, essentiellement à Mulhouse et son agglomération. Zillisheim est donc avant tout une commune à dominante résidentielle typique de la périurbanisation autour des centres urbains.

### Lieux-dits, hameaux et écarts
Le lieu-dit « Die Rothe », situé au sommet de la montée du « galgen », n'est plus matérialisé aujourd'hui que par les ruines d'une habitation du XVIIIe siècle. Le nom de ce lieu-dit fut donné par les habitants du village car l'habitation était occupée par la fille d'un paysan mort piétiné par une de ses vaches. Vivant seule au milieu des bois et cultivant sa propre nourriture, les habitants de la commune nourrirent bien vite des soupçons sur des pratiques occultes de cette femme. Ces rumeurs sur d'éventuels pouvoirs magiques ont traversé les générations. Aujourd'hui encore, le lieu est réputé hanté. Certains prétendent avoir entendu la voix d'une vieille femme après avoir senti une odeur nauséabonde très prononcée.

### Cours d'eau
- L'Ill

Le Muhlbach est un petit canal qui alimentait autrefois en eau le moulin de Zillisheim. À une époque, ce moulin produisait de l'énergie électrique ; il est aujourd'hui désaffecté.
Le Muhlbach sort du canal du Rhône au Rhin en amont et se jette dans l'Ill en aval du vieux moulin. Actuellement, le Muhlbach fait le bonheur des pêcheurs.
- Canal du Rhône au Rhin.

### Hydrographie
La commune est dans le bassin versant du Rhin au sein du bassin Rhin-Meuse. Elle est drainée par le canal du Rhône au Rhin et l'Ill,.
Le canal du Rhône au Rhin est un canal français qui relie la Saône, affluent navigable du Rhône, au Rhin, par la vallée du Doubs et son prolongement en Haute Alsace jusqu'à Niffer sur le Rhin, un autre prolongement rejoignant Strasbourg par la canalisation de l'Ill.
L'Ill, d'une longueur de 217 km, prend sa source dans la commune de Winkel et se jette  dans le Grand Canal d'Alsace à Offendorf, après avoir traversé 68 communes. Les caractéristiques hydrologiques de l'Ill sont données par la station hydrologique située sur la commune de Brunstatt-Didenheim. Le débit moyen mensuel est de 6,42 m3/s. Le débit moyen journalier maximum est de 159 m3/s, atteint lors de la crue du 26 mai 1983. Le débit instantané maximal est quant à lui de 239 m3/s, atteint le 9 août 2007.

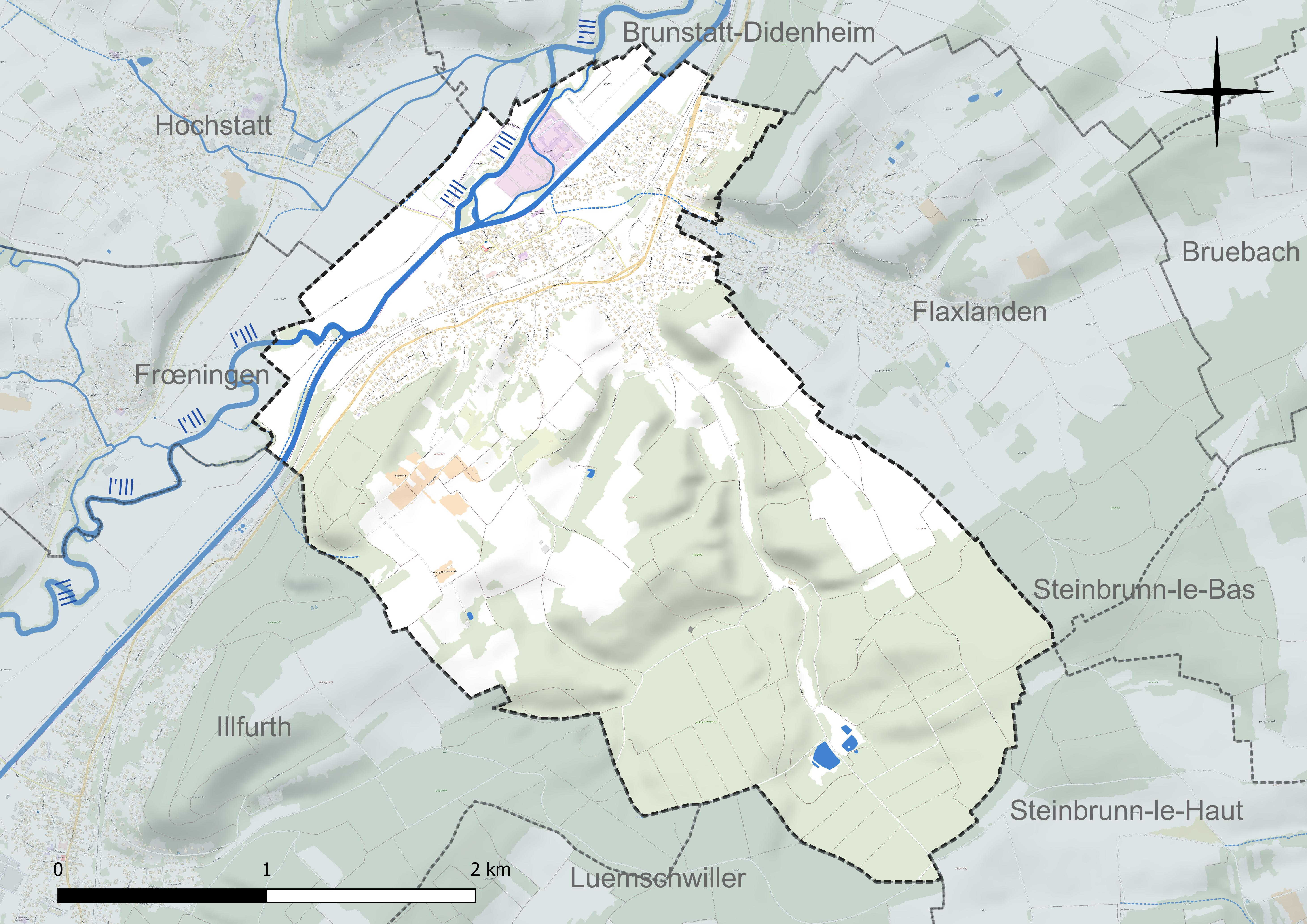
Réseau hydrographique de Zillisheim.

### Climat
Pour des articles plus généraux, voir Climat du Grand Est et Climat du Haut-Rhin.
En 2010, le climat de la commune est de type climat des marges montargnardes, selon une étude du Centre national de la recherche scientifique s'appuyant sur une série de données couvrant la période 1971-2000. En 2020, Météo-France publie une typologie des climats de la France métropolitaine dans laquelle la commune est exposée à un climat semi-continental et est dans la région climatique  Vosges, caractérisée par une pluviométrie très élevée (1 500 à 2 000 mm/an) en toutes saisons et un hiver rude (moins de 1 °C). 
Pour la période 1971-2000, la température annuelle moyenne est de 10,4 °C, avec une amplitude thermique annuelle de 17,8 °C. Le cumul annuel moyen de précipitations est de 758 mm, avec 9,3 jours de précipitations en janvier et 9,6 jours en juillet. Pour la période 1991-2020, la température moyenne annuelle observée sur la station météorologique de Météo-France la plus proche, « Mulhouse », sur la commune de Mulhouse à 7 km à vol d'oiseau, est de 11,1 °C et le cumul annuel moyen de précipitations est de 747,6 mm. 
La température maximale relevée sur cette station est de 39,4 °C, atteinte le 13 août 2003 ; la température minimale est de −21,5 °C, atteinte le 10 février 1956,,. 
Les paramètres climatiques de la commune ont été estimés pour le milieu du siècle (2041-2070) selon différents scénarios d'émission de gaz à effet de serre à partir des nouvelles projections climatiques de référence DRIAS-2020. Ils sont consultables sur un site dédié publié par Météo-France en novembre 2022.

## Urbanisme

### Typologie
Au 1er janvier 2024, Zillisheim est catégorisée ceinture urbaine, selon la nouvelle grille communale de densité à sept niveaux définie par l'Insee en 2022.
Elle appartient à l'unité urbaine de Zillisheim, une agglomération intra-départementale regroupant deux  communes, dont elle est ville-centre,,. Par ailleurs la commune fait partie de l'aire d'attraction de Mulhouse, dont elle est une commune de la couronne,. Cette aire, qui regroupe 132 communes, est catégorisée dans les aires de 200 000 à moins de 700 000 habitants,.

### Occupation des sols
L'occupation des sols de la commune, telle qu'elle ressort de la base de données européenne d’occupation biophysique des sols Corine Land Cover (CLC), est marquée par l'importance des forêts et milieux semi-naturels (49,9 % en 2018), une proportion identique à celle de 1990 (49,9 %). La répartition détaillée en 2018 est la suivante : 
forêts (49,9 %), terres arables (20,2 %), zones urbanisées (15,7 %), zones agricoles hétérogènes (8,6 %), cultures permanentes (5,5 %). L'évolution de l’occupation des sols de la commune et de ses infrastructures peut être observée sur les différentes représentations cartographiques du territoire : la carte de Cassini (XVIIIe siècle), la carte d'état-major (1820-1866) et les cartes ou photos aériennes de l'IGN pour la période actuelle (1950 à aujourd'hui).

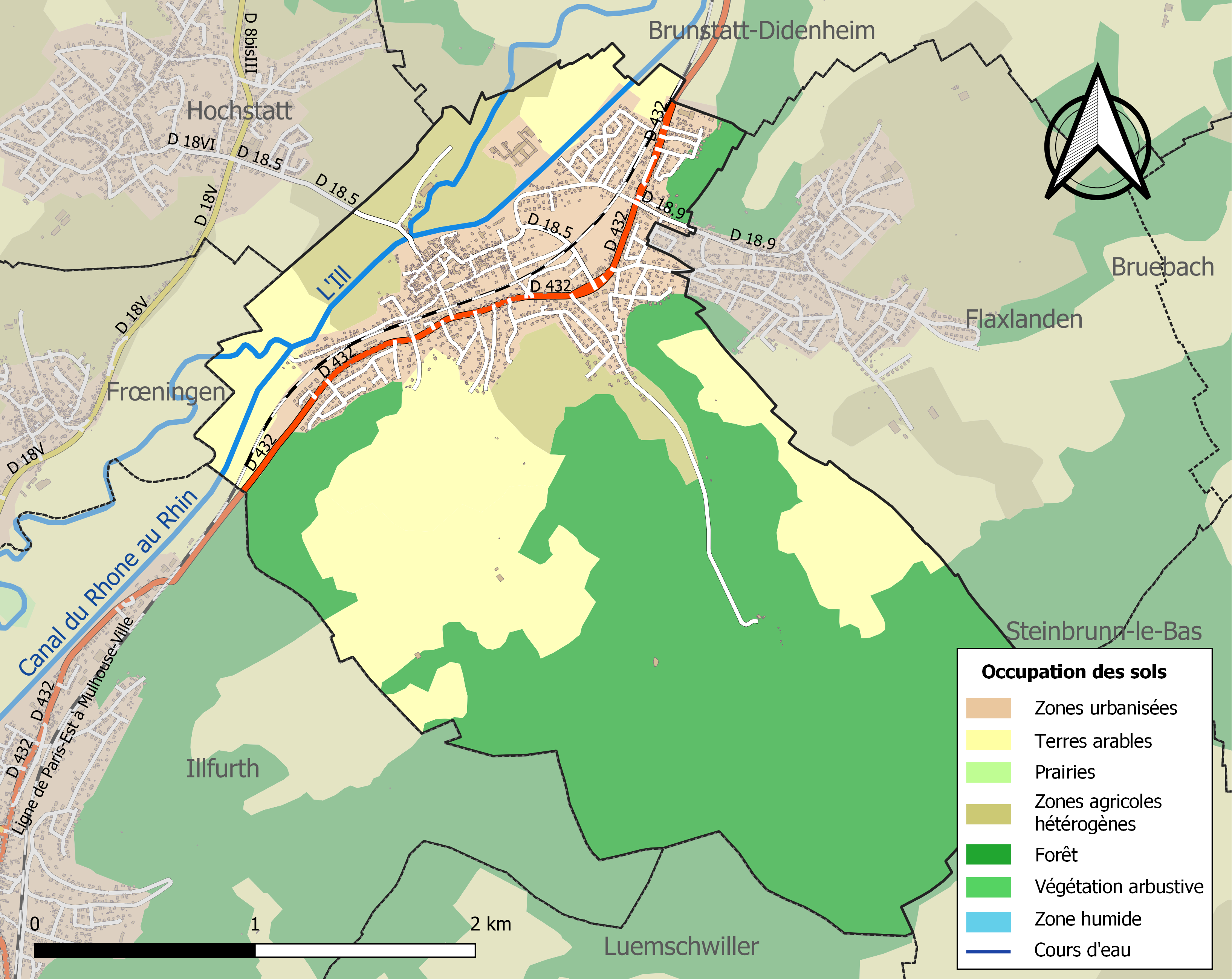
Carte des infrastructures et de l'occupation des sols de la commune en 2018 (CLC).

## Voies de communication et transports

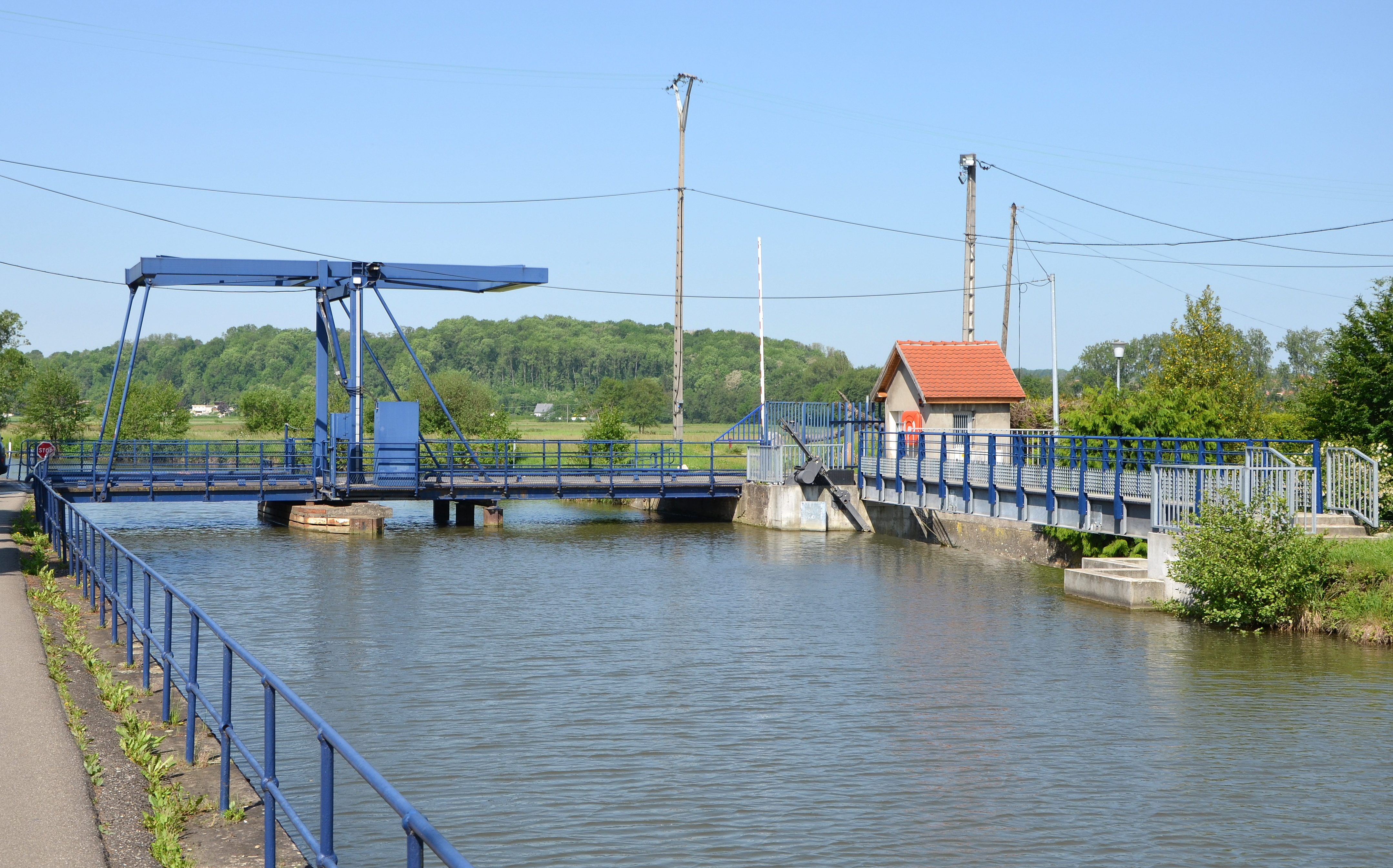
Le canal du Rhône au Rhin.

## Histoire
Zillisheim est un village très ancien, peut-être l'un des plus vieux de la région du Sundgau. Une hache de pierre a été trouvée au lieu-dit de Hüttenbühl ainsi qu'un cimetière mérovingien. Presque à la limite de la commune, à Illfurth sur la colline du Britzgyberg, se trouvait un oppidum celtique occupé du VIIIe au Ve siècle av. J.-C..
Une voie romaine traversait également le village, preuve d'une forte activité humaine dans la région. Le village est cité en 792 sous le nom de Zullineshaim et faisait partie des biens des ducs d'Alsace.
Le village passe ensuite sous l'administration du couvent de Masevaux. Un carticulaire de l'abbaye de Lucelle du XIVe siècle mentionne l'appartenance d'une cour colongère qui fut jadis très renommée à Zillisheim. Vers le XIIIe siècle, Zillisheim passera aux mains des seigneurs d'Altkirch, puis par les comte de Ferrette alliés de la Maison des Habsbourg jusqu'au traité de Westphalie le 24 octobre 1648. De 1365 à 1375, Zillisheim subit l'assaut des Routiers, qui étaient des bandes indisciplinées de mercenaires, appelés aussi Grandes Compagnies. Ils vivaient de vols et rapines et n'hésitaient pas à tuer ceux qui les gênaient sur leurs passages. À la suite de ces déboires, le village est fortifié dès le XVe siècle. Mais ce mur fortifié sera peu efficace face aux troubles  entre les Mulhousiens et les Habsbourg au XVe siècle. En 1439, ce sont les Armagnacs qui attaqueront le village, puis en 1444 les mercenaires du Dauphin. Lors de la guerre des Six Deniers, le château et le village seront incendiés et les habitants vont se réfugier à Mulhouse, pendant la guerre de Trente Ans.
La commune a été décorée en 1923 de la croix de guerre 1914-1918.

### Les châteaux de Zillisheim
Un château fut construit en 1293 puis fut incendié par les Mulhousiens en 1452, en même temps que le village pendant la guerre suscitée par Conrad Kieffer de Bendorf. 
Un autre château appelé Biss,,, Byss ou Beiss, cité depuis 1367, se trouvait également à Zillisheim. Il est acheté en 1655 par Martin Besenval de Brünstatt, anobli cette même année par Louis XIV. Par la suite fut édifié à l'emplacement de ce château un moulin appelé le Bissmühle. 
Plus tard, Jean-Adam de Ferrette construisit à Zillisheim un palais ayant autant de fenêtres qu'il y a de jours dans l'année, qui a ensuite appartenu à la famille  Klinglin. Ce palais n'a laissé aucun vestige, mais près du canal des prés portent encore le nom de Schlossgarten (le jardin du château). 
Un autre château fut édifié entre Zillisheim et Illfurth, il se trouvait sur la motte de Küppele.

### Héraldique
| Blason de Zillisheim | Les armes de Zillisheim se blasonnent ainsi : « D'argent à la lettre majuscule T de sable. » |

## Politique et administration

### Tendances politiques et résultats
Le résultat de l'élection présidentielle de 2012 dans cette commune est le suivant :
| Candidat       | Candidat                    | Premier tour | Premier tour | Second tour | Second tour |
| Candidat       | Candidat                    | Voix         | %            | Voix        | %           |
| -------------- | --------------------------- | ------------ | ------------ | ----------- | ----------- |
|                | Eva Joly (EÉLV)             | 54           | 2,99         |             |             |
|                | Marine Le Pen (FN)          | 401          | 22,20        |             |             |
|                | Nicolas Sarkozy (UMP)       | 646          | 35,77        | 1176        | 67,51       |
|                | Jean-Luc Mélenchon (FG)     | 90           | 4,98         |             |             |
|                | Philippe Poutou (NPA)       | 16           | 0,89         |             |             |
|                | Nathalie Arthaud (LO)       | 7            | 0,39         |             |             |
|                | Jacques Cheminade (SP)      | 5            | 0,28         |             |             |
|                | François Bayrou (MoDem)     | 270          | 14,95        |             |             |
|                | Nicolas Dupont-Aignan (DLR) | 27           | 1,50         |             |             |
|                | François Hollande (PS)      | 290          | 16,06        | 566         | 32,49       |
|                |                             |              |              |             |             |
| Inscrits       | Inscrits                    | 2209         | 100,00       | 2209        | 100,00      |
| Abstentions    | Abstentions                 | 368          | 16,66        | 347         | 15,71       |
| Votants        | Votants                     | 1841         | 83,34        | 1862        | 84,29       |
| Blancs et nuls | Blancs et nuls              | 35           | 1,90         | 120         | 6,44        |
| Exprimés       | Exprimés                    | 1806         | 98,10        | 1742        | 93,56       |

Le résultat de l'élection présidentielle de 2017 dans cette commune est le suivant :
| Candidat    | Candidat                    | Premier tour | Premier tour | Deuxième tour | Deuxième tour |  |
| Candidat    | Candidat                    | %            | Voix         | %             | Voix          |  |
| ----------- | --------------------------- | ------------ | ------------ | ------------- | ------------- |  |
|             | Nicolas Dupont-Aignan (DLF) | 7,25         | 126          |               |               |  |
|             | Marine Le Pen (FN)          | 22,86        | 397          | 37,74         | 560           |  |
|             | Emmanuel Macron (EM)        | 22,80        | 396          | 62,26         | 924           |  |
|             | Benoît Hamon (PS)           | 4,66         | 81           |               |               |  |
|             | Nathalie Arthaud (LO)       | 0,81         | 14           |               |               |  |
|             | Philippe Poutou (NPA)       | 0,46         | 8            |               |               |  |
|             | Jacques Cheminade (SP)      | 0,17         | 3            |               |               |  |
|             | Jean Lassalle (RES)         | 1,61         | 28           |               |               |  |
|             | Jean-Luc Mélenchon (LFI)    | 11,46        | 199          |               |               |  |
|             | François Asselineau (UPR)   | 1,04         | 18           |               |               |  |
|             | François Fillon (LR)        | 26,89        | 467          |               |               |  |
|             |                             |              |              |               |               |  |
| Inscrits    | Inscrits                    | 2185         | 100,00       | 2185          | 100,00        |  |
| Abstentions | Abstentions                 | 396          | 18,12        | 496           | 22,70         |  |
| Votants     | Votants                     | 1789         | 81,88        | 1689          | 77,30         |  |
| Blancs      | Blancs                      | 40           | 2,24         | 153           | 9,06          |  |
| Nuls        | Nuls                        | 12           | 0,67         | 52            | 3,08          |  |
| Exprimés    | Exprimés                    | 1737         | 97,09        | 1484          | 87,86         |  |

### Budget et fiscalité 2015
En 2015, le budget de la commune était constitué ainsi :
- total des produits de fonctionnement : 1 468 000 €, soit 543 € par habitant ;
- total des charges de fonctionnement : 1 123 000 €, soit 418 € par habitant ;
- total des ressources d'investissement : 444 000 €, soit 164 € par habitant ;
- total des emplois d’investissement : 423 000 €, soit 156 € par habitant ;
- endettement : 1 244 000 €, soit 460 € par habitant.

Avec les taux de fiscalité suivants :
- taxe d'habitation : 11,17 % ;
- taxe foncière sur les propriétés bâties : 16,97 % ;
- taxe foncière sur les propriétés non bâties : 90,75 % ;
- taxe additionnelle à la taxe foncière sur les propriétés non bâties : 0,00 % ;
- cotisation foncière des entreprises : 0,00 %.

## Démographie

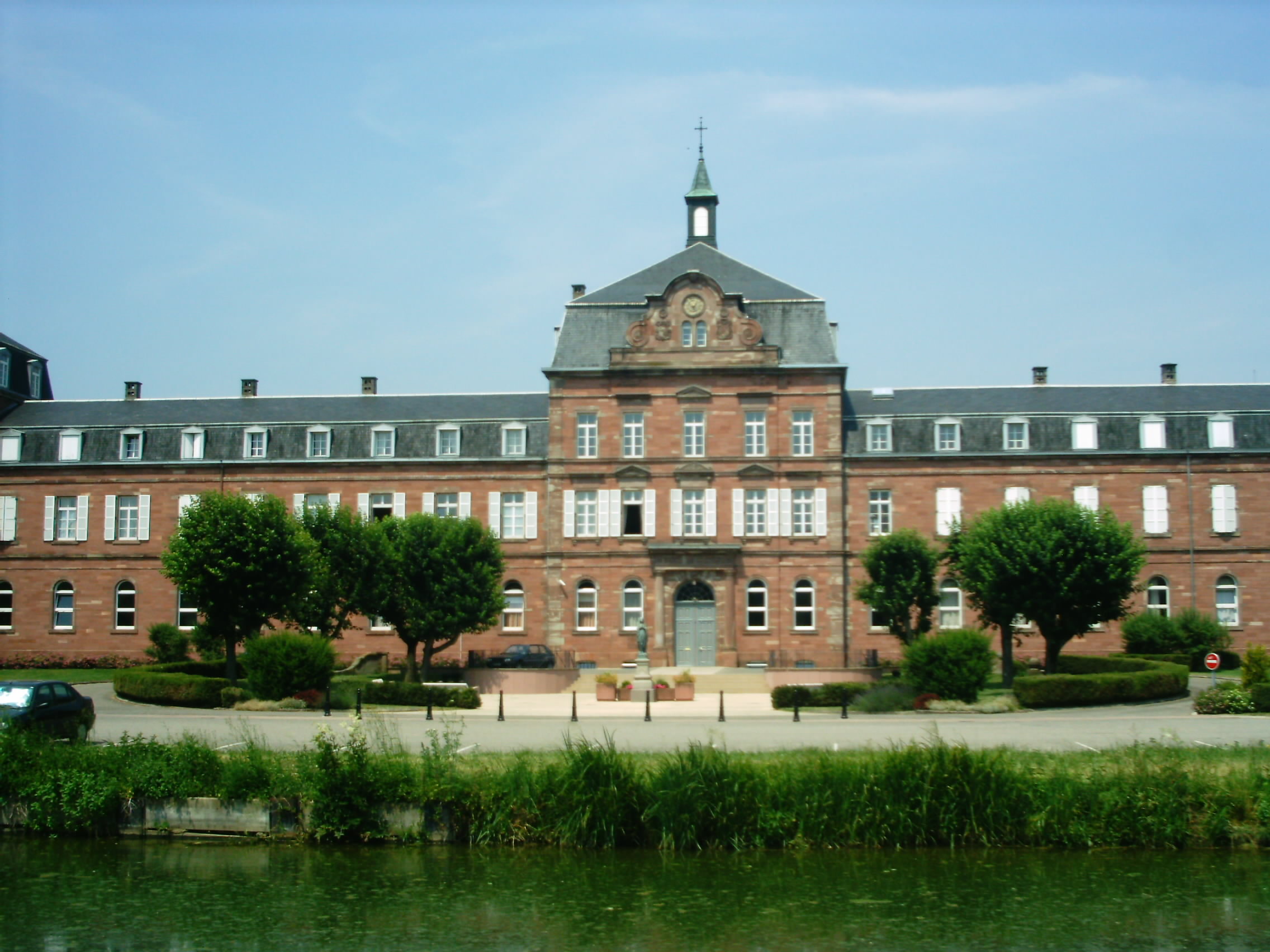
Collège épiscopal de Zillisheim.

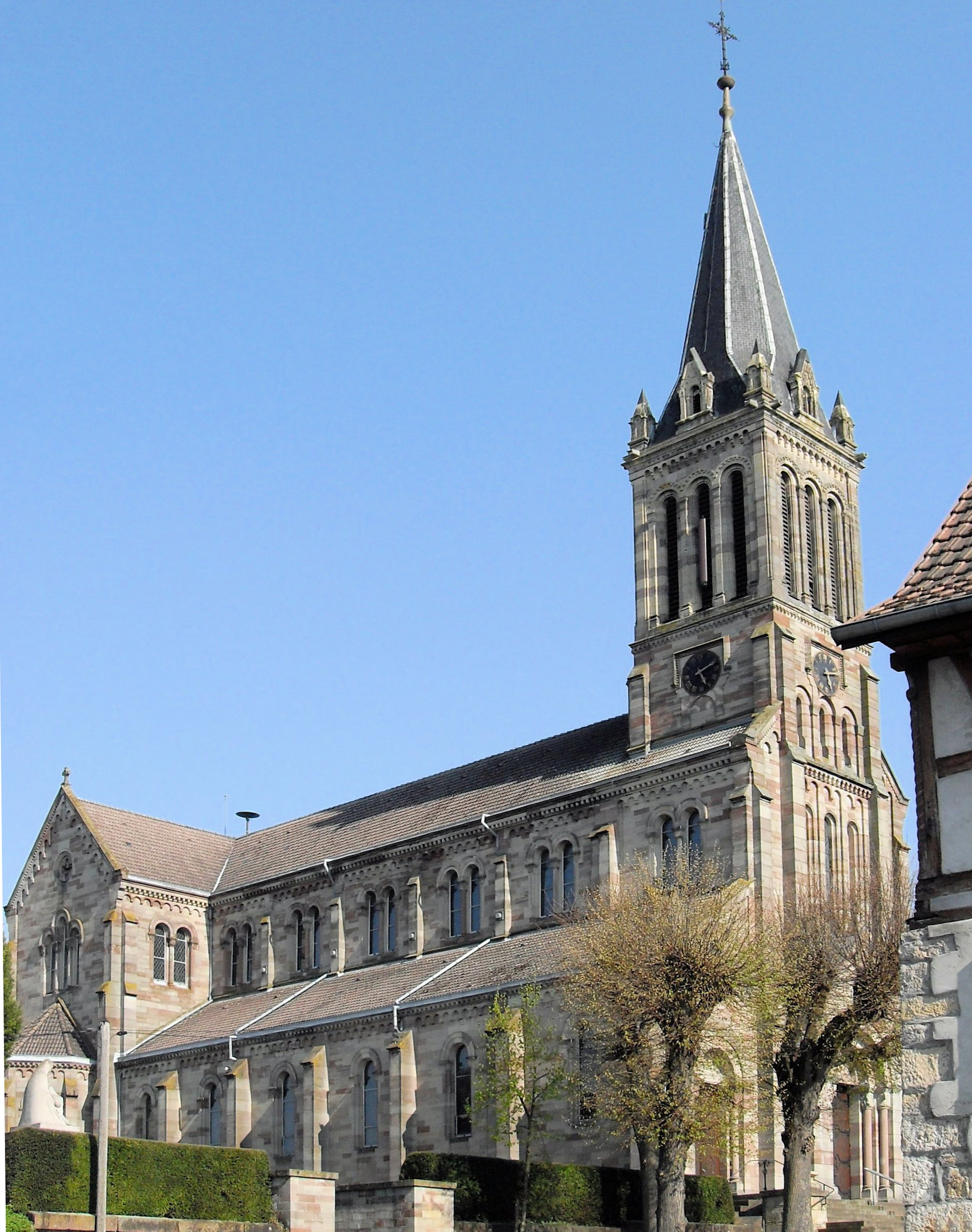
L'église Saint-Laurent.

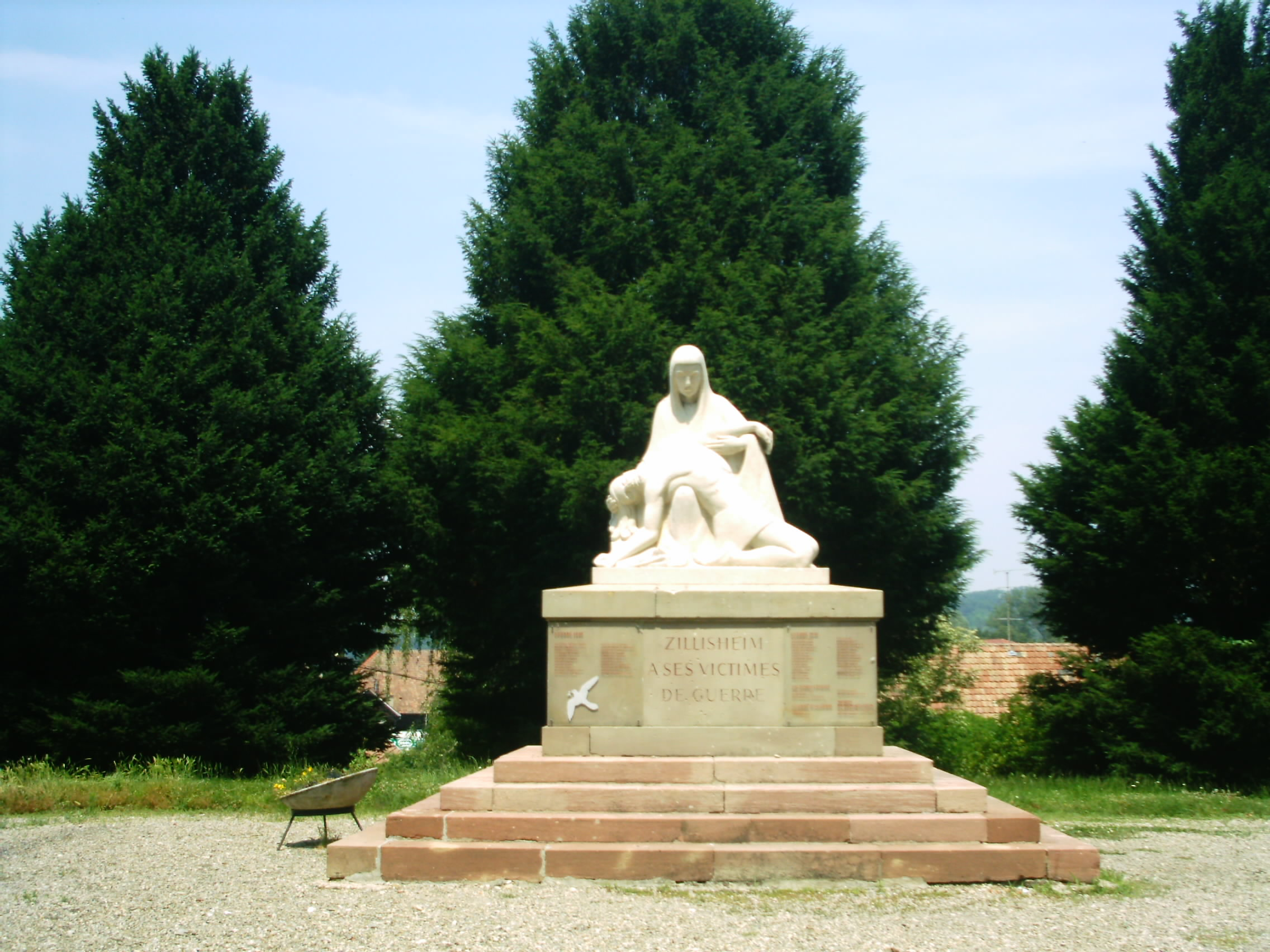
Mémorial aux victimes de guerre de Zillisheim.

L'évolution du nombre d'habitants est connue à travers les recensements de la population effectués dans la commune depuis 1793. Pour les communes de moins de 10 000 habitants, une enquête de recensement portant sur toute la population est réalisée tous les cinq ans, les populations de référence des années intermédiaires étant quant à elles estimées par interpolation ou extrapolation. Pour la commune, le premier recensement exhaustif entrant dans le cadre du nouveau dispositif a été réalisé en 2004.

En 2022, la commune comptait 2 509 habitants, en évolution de −3,09 % par rapport à 2016 (Haut-Rhin : +0,66 %, France hors Mayotte : +2,11 %).
| 1793 | 1800 | 1806 | 1821  | 1831  | 1836  | 1841  | 1846  | 1851  |
| ---- | ---- | ---- | ----- | ----- | ----- | ----- | ----- | ----- |
| 930  | 855  | 941  | 1 018 | 1 176 | 1 267 | 1 270 | 1 331 | 1 318 |

| 1856  | 1861  | 1866  | 1871  | 1875  | 1880  | 1885  | 1890  | 1895  |
| ----- | ----- | ----- | ----- | ----- | ----- | ----- | ----- | ----- |
| 1 236 | 1 316 | 1 318 | 1 525 | 1 268 | 1 604 | 1 646 | 1 360 | 1 367 |

| 1900  | 1905  | 1910  | 1921  | 1926  | 1931  | 1936  | 1946  | 1954  |
| ----- | ----- | ----- | ----- | ----- | ----- | ----- | ----- | ----- |
| 1 362 | 1 587 | 1 654 | 1 190 | 1 486 | 1 621 | 1 904 | 1 643 | 1 754 |

| 1962  | 1968  | 1975  | 1982  | 1990  | 1999  | 2004  | 2006  | 2009  |
| ----- | ----- | ----- | ----- | ----- | ----- | ----- | ----- | ----- |
| 1 435 | 1 758 | 1 951 | 1 936 | 1 919 | 2 356 | 2 503 | 2 544 | 2 660 |

| 2014  | 2019  | 2022  | - | - | - | - | - | - |
| ----- | ----- | ----- | - | - | - | - | - | - |
| 2 622 | 2 538 | 2 509 | - | - | - | - | - | - |

## Enseignement
Zillisheim a un collège privé d'enseignement secondaire, le collège épiscopal de Zillisheim. Il a été créé en 1887,.

## Culture locale et patrimoine

### Patrimoine religieux

#### Église Saint-Laurent
L'église Saint-Laurent de style néoroman est construite en 1864 conformément au plan établi par le curé Meyer et l'architecte Jean-Baptiste Schacre. L'église est inaugurée puis bénie en 1867. Il existe un clocher-porche, une nef à trois vaisseaux, un transept à absides et un chœur à cinq pans. Pendant la Première Guerre mondiale, l'église subira des dégradations ; elle sera entièrement restaurée après la guerre.
L'orgue est de 1928.

#### Chapelle de l'ancien petit séminaire
Chapelle de l'ancien petit séminaire de l'évêché de Strasbourg et son orgue de 1964.

#### Ancienne synagogue et cimetière juif
Ancienne synagogue, transformée en maison d'habitation.
Maison ayant appartenu à des juifs et qui aurait abrité au sous-sol des bains rituels et à l'étage une salle de prière.
La communauté juive ne pouvant s'installer à Bâle et à Mulhouse cherchera au Moyen Âge à s'établir dans les villages du Sundgau. En 1784, Zillisheim compte 332 habitants appartenant à cette communauté. À partir de 1808, année où les juifs figurent dans les registres de l'état civil, la communauté juive ne compte plus que 189 individus. Au fur et à mesure, le nombre de juifs dans la commune va en diminuant. Il existe dans le village un cimetière juif rappelant la présence de cette communauté dans la région. Les tombes les plus récentes datent de 1954 et 1972.

### Lieux et monuments

#### Le grand canon de Zillisheim
Il s'agit d'une pièce d'artillerie allemande dite Max le long (Langer Max) qui était capable de tirer des obus jusqu'à 47,5 kilomètres. Le canon a été installé en 1915 en même temps qu'une voie de chemin de fer partant de la gare de Flaxlanden et aboutissant à la plate-forme de tir. La pièce d'artillerie avait un calibre de 38 centimètres et un tube long de 17,1 mètres permettant de tirer des obus de 750 kg jusqu'à Belfort. Ce n'est finalement qu'à partir de février 1916 que l'installation sera opérationnelle. Le 8 février 1916 la population de Zillisheim est évacuée. Les officiels allemands se rendent sur place pour faire un essai. Le Kronprinz Guillaume de Prusse lui-même est présent. La batterie de Zillisheim va entrer en action dans le cadre d'une diversion imaginée par l'état-major allemand visant à laisser croire à une offensive contre Belfort et détourner l'attention de Verdun, où le Kronprinz assure le commandement de la 5e armée.
Le premier obus est tiré dans un fracas assourdissant sur Belfort vers 12 h 20. Mais il tombe dans un champ à Pérouse et rate ainsi la ville. Plusieurs tirs, une quarantaine en tout, seront envoyés à intervalles réguliers du 8 février jusqu'au 10 octobre 1916. L'endroit était truffé de galeries et de chambres encore visibles de nos jours, permettant de loger les troupes, de stocker les munitions et de loger les hommes avec un minimum de confort.

#### Monuments commémoratifs

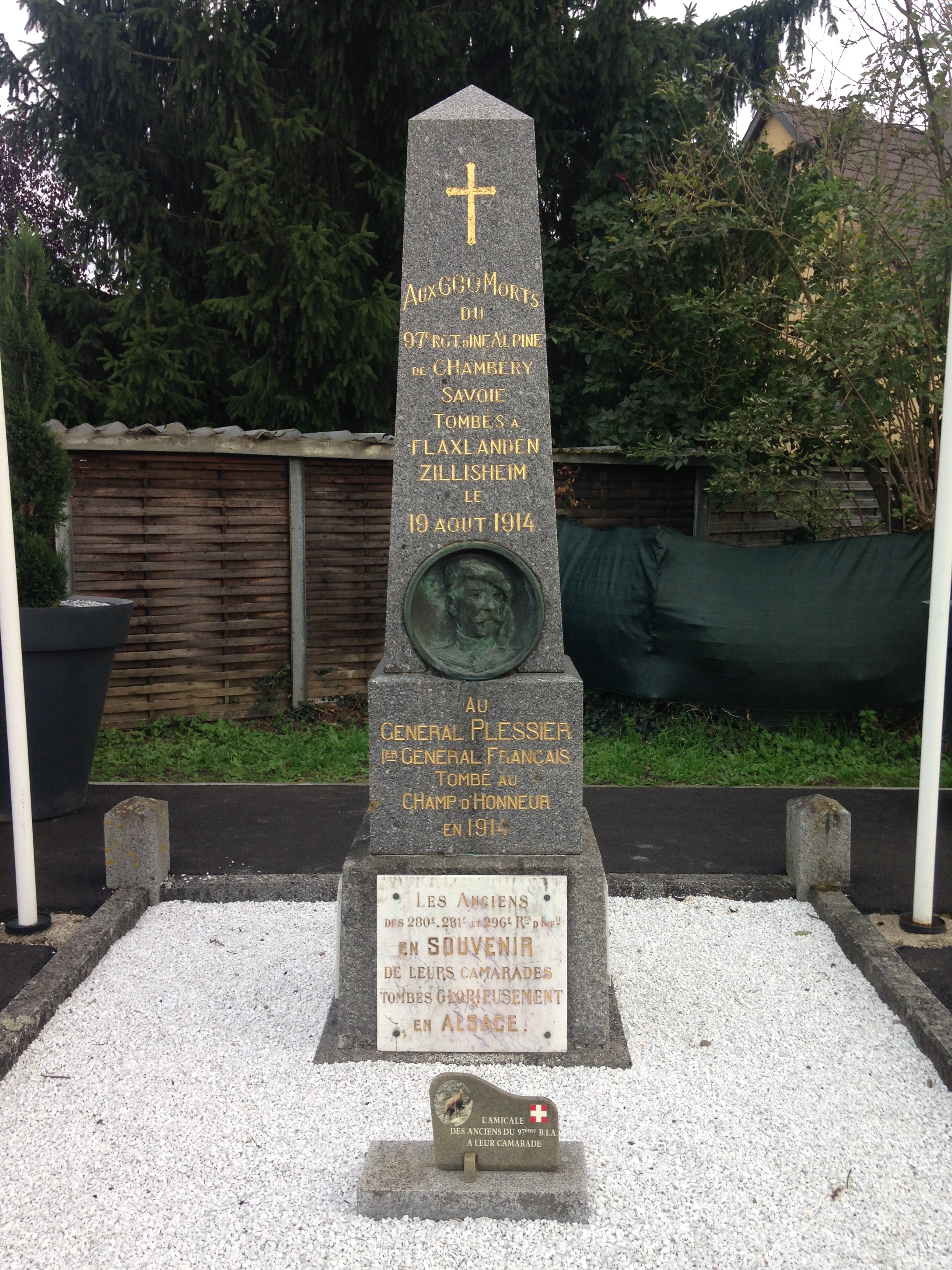
Monument à la mémoire des soldats du d'infanterie alpine et du général Plessier.

Le monument aux morts des deux guerres mondiales et de la guerre d'Algérie, gravé :
« Zillisheim à ses victimes de guerre ».
Le monument de Flaxlanden-Zillisheim, commémorant les combats  de la 2e bataille de Mulhouse. Gravé sur la face : « Aux 600 morts du 97e régiment d'infanterie alpine de Chambéry Savoie tombés à Flaxlanden Zillisheim le 19 août 1914 - Au général Plessier 1er général français tombé au champ d'honneur en 1914 ».
Sur le côté droit du monument : « À la 66e division de réserve. 215-253-280e RI. 281-296-343e RI. Artillerie et Génie ».
Sur le côté gauche : « Au général Barbot. À la 44e division alpine. 97-157-159-163e RIA. 4e Chasseurs d'Afrique. Artillerie et Génie ».
Sur la face arrière : « Nostrae pretia libertatis ».

#### Gare de Zillisheim
Zillisheim bénéficie d'un arrêt sur la voie de Mulhouse à Belfort depuis 1857.